# Palahîci, Tlumaci
Palahîci (în ucraineană Палагичі) este localitatea de reședință a comunei Palahîci din raionul Tlumaci, regiunea Ivano-Frankivsk, Ucraina.

## Demografie
Componența lingvistică a localității Palahîci
     Ucraineană (99,84%)
     Alte limbi (0,16%)
Conform recensământului din 2001, majoritatea populației localității Palahîci era vorbitoare de ucraineană (99,84%), existând în minoritate și vorbitori de alte limbi.